# Elva (grad u Estoniji)
Elva je grad i općina u okrugu Tartumaa, jugoistočna Estonija. Grad ima populaciju od 5.762 (od 1. siječnja 2010.) i površinu od 9,92 km².
Elva ima dva veća jezera. Jezero Verevi ima pješčane i dobro razvijene plaže koje su vrlo popularane ljeti. Jezero Arbi ima trskom obrasle obale. Elva ima jednu školu, Elva Gümnaasium koja nudi obrazovanje od 1. razreda srednje škole do mature.
Elva je osnovana ubrzo nakon završetka Tartu-Valga željeznice koja je izgrađen od 1886. do 1889. godine. Elva se prvi put spominje u estonskim novinama u 1889. Elva je dobila ime po rijeci Elva koja se spominje u knjigama već u 17. stoljeću. Dana 1. svibnja 1938. Elva dobiva status grada. Središte grada je teško stradalo u Drugom svjetskom ratu. U kolovoz 1944. okolica Elve bila je bojno polje između njemačke Panzer brigade i Crvene armije. Elvi su gradska prava obnovljena 1965.
Iz Elve su Ain Kaalep (pisac), Kerli Kõiv (pjevačica i tekstopisac) i Luisa Värk (pjevačica i tekstopisac).

## Vanjske poveznice
- Službene stranice - Elva

|  | Zajednički poslužitelj ima još gradiva o temi Elva |